# خوش‌شانس (ترانه جیسون مراز)
«خوش‌شانس» (به انگلیسی: Lucky) تک‌آهنگی از جیسون مراز و کلبی کایلات است که در سال ۲۰۰۹ میلادی منتشر شد.

## جدول‌های موسیقی
| جدول (۲۰۰۹)                                       | بهترین جایگاه |
| ------------------------------------------------- | ------------- |
| اتریش (او۳ تاپ ۴۰ اتریش)                          | ۴۴            |
| بلژیک (اولتراتیپ فلاندرز)                         | ۵             |
| بلژیک (اولتراتاپ ۵۰ والونی)                       | ۱۲            |
| کانادا (۱۰۰ تک‌آهنگ داغ کانادا)                    | ۵۶            |
| ای‌سی کانادا (بیلبورد)                             | ۱۴            |
| هات ای‌سی کانادا (بیلبورد)                         | ۴۵            |
| ۱۰۰ آهنگ برتر رادیو آی‌اف‌پی‌آی جمهوری چک            | ۶۲            |
| آلمان (جدول‌های رسمی آلمان)                        | ۲۲            |
| هلند (۴۰ آهنگ برتر)                               | ۸             |
| هلند (۱۰۰ تک‌آهنگ برتر)                            | ۱۰            |
| تک‌آهنگ‌های بین‌المللی کره جنوبی (دانلودها) (گائون)  | ۲۴            |
| اسپانیا (پروموزیک)                                | ۴۳            |
| سوئیس (شوایزر هیت‌پاراد)                           | ۲۱            |
| تک‌آهنگ‌های بریتانیا (شرکت جدول‌های رسمی)            | ۱۴۹           |
| بیلبورد هات ۱۰۰ ایالات متحده                      | ۴۸            |
| ایرپلی آلترناتیو بزرگسالان ایالات متحده (بیلبورد) | ۱۸            |
| بزرگسالان معاصر ایالات متحده (بیلبورد)            | ۱۰            |
| ۴۰ تک‌آهنگ برتر بزرگسالان ایالات متحده (بیلبورد)   | ۹             |
| ترانه‌های جاز ملایم ایالات متحده (بیلبورد)         | ۲۴            |

| جدول (۲۰۰۹)                  | جایگاه |
| ---------------------------- | ------ |
| برزیل (۱۰۰ ایرپلی داغ برزیل) | ۵۴     |

| جدول (۲۰۰۹)                                     | جایگاه |
| ----------------------------------------------- | ------ |
| بلژیک (اولتراتاپ والونی)                        | ۶۱     |
| هلند (۴۰ آهنگ برتر هلند)                        | ۴۹     |
| هلند (۱۰۰ تک‌آهنگ برتر)                          | ۶۳     |
| سوئیس (شوایزر هیت‌پاراد)                         | ۶۹     |
| بزرگسالان معاصر ایالات متحده (بیلبورد)          | ۲۸     |
| ۴۰ تک‌آهنگ برتر بزرگسالان ایالات متحده (بیلبورد) | ۳۵     |

## گواهینامه‌ها
| منطقه | گواهی | واحد گواهی‌شده/فروش |
| --- | ----- | ------------------ |
| کانادا (میوزیک کانادا)                                                                                         | طلا   | ۵٬۰۰۰^             |
| دانمارک (آی‌اف‌پی‌آی)                                                                                             | طلا   | ۴۵٬۰۰۰             |
| بریتانیا (بی‌پی‌آی)                                                                                              | نقره  | ۲۰۰٬۰۰۰            |
| ایالات متحده (آرآی‌ای‌ای)                                                                                        | طلا   | ۵۰۰٬۰۰۰^           |
| * رقم فروش تنها بر پایهٔ گواهی‌ها. · ^ رقم توزیع تنها بر پایهٔ گواهی‌ها. · رقم فروش+پخش جاری تنها بر پایهٔ گواهی‌ها. |       |                    |